# 圓鱗鯊
圓鱗鯊（学名：Callogobius liolepis），又名圓鱗美鰕虎魚，为鰕虎科硬皮鰕虎魚屬下的一个种。